# Dragon Ball: Sleeping Princess in Devil's Castle
Dragon Ball: Sleeping Princess in Devil's Castle (ドラゴンボール 魔神城のねむり姫 Doragon Bōru: Majin-Jō No Nemuri Hime) is de tweede animatiefilm die gebaseerd is op de manga Dragon Ball van Akira Toriyama. De film is uitgebracht in Japan op 18 juli 1987 op het "Toei Manga Matsuri" filmfestival samen met de originele Saint Seiya-film en de filmversies van Hikari Sentai Maskman en Choujinki Metalder.

## Verhaal
De twaalf jaar oude Son Goku zoekt Muten Roshi om te vragen om geaccepteerd te worden als student, terwijl de kleine monnik, Krilin, om dezelfde reden komt (en gebruikmaakt van een pornotijdschrift als omkoping). Muten Roshi stuurt ze op een zoektocht ver naar het westen, waar "vijf bergen staan, genaamd de 'Devil's Hand'." Binnen een kasteel ligt de legendarische en mooie "Sleeping Princess" (slapende prinses). Wie de Sleeping Princess brengt zal student van Muten Roshi worden. De twee jongens gaan uiteen, en Krilin gebruikt alle standaard trucs om Goku in de val te laten lopen.

## Rolverdeling
| Karakter    | Japans         | Engels               |
| ----------- | -------------- | -------------------- |
| Son Goku    | Masako Nozawa  | Ceyli Delgadillo     |
| Bulma       | Hiromi Tsuru   | Leslie Alexander     |
| Krilin      | Mayumi Tanaka  | Laurie Steele        |
| Yamcha      | Tōru Furuya    | Christopher R. Sabat |
| Lunch       | Mami Koyama    | Christine Marten     |
| Muten Roshi | Kōhei Miyauchi | Mike McFarland       |
| Oolon       | Naoki Tatsuta  | Bradford Jackson     |
| Puerh       | Naoko Watanabe | Monika Antonelli     |
| Butler      | Shōzō Iizuka   | Christopher R. Sabat |
| Lucifer     | Nachi Nozawa   | Mike McFarland       |
| Ghastel     | Daisuke Gōri   | Mike McFarland       |
| Schildpad   | Daisuke Gōri   | Christopher R. Sabat |
| Verteller   | Jōji Yanami    | Christopher R. Sabat |